# Orgasm death gimmick
Orgasm Death Gimmick es una banda de rock alemana de la década de los 90. Sus integrantes eran Richard Zven Kruspe (guitarra), Sascha Moser (batería), Martin Rauer (bajo) y Dietmar Schmidt (cantante). Esta banda, durante su periodo de actividad, publicó tres álbumes. Además, tuvo gran influencia en otra banda alemana, Rammstein.
- Datos: Q4045969